# Apamea lona
Apamea lona är en fjärilsart som beskrevs av John Kern Strecker 1898. Apamea lona ingår i släktet Apamea och familjen nattflyn. Inga underarter finns listade i Catalogue of Life.